# Герхард II (Лоон)
Герхард II фон Лоон (на немски: von Looz; на френски: Gérard II de Looz; на нидерландски: Gerard van Loon; † 2 септември 1191 в Акра, Израел) е от 1171 до 1191 г. граф на Лоон и граф на Ринек в Бавария.
Той е син на граф Лудвиг I фон Лоон и Ринек, граф на Майнц (1110 – 1171) и на Агнес от Мец († сл. 1174), дъщеря на Фолмар V, граф на Мец († 1145). Леля му Агнес фон Лоон († 1191) е омъжена от 1169 г. за херцог Ото I от Бавария († 1183).
През 1190 г. Герхард II трябва да признае Лиежкото епископство и да постави епископа като наследник, ако няма мъжки наследници.
Той умира през 1191 г. в Акра, в кръстоносния поход на Фридрих I Барбароса и на Хайнрих VI.

## Фамилия
Герхард се жени през 1179 г. за Аделхайд от Гелдерн, дъщеря на граф Хайнрих I от Гелдерн и Цутфен († 1182) и Агнес фон Арнщайн († 1179). Двамата имат децата:
- Герхард III фон Ринек († 1216), граф на Ринек
- Хайнрих († 2 август 1218), каноник в Лиеж, граф на Лоон 1218
- Арнолд III († ок. 1221), граф на Ринек и Лоон (1218 – 1221)
- Жан, сеньор на Щайн
- Тиери дьо Лоос († 1207/1209), сéнéшал на Никомедия
- Гийом дьо Лоос († 1206 в Тракия) в битката при Русион.
- Имагина (или Имайна), омъжена сл. 1218 за Гийом V де Фауквенберг, châtelain de Сент Омер
- Матилда, абатиса в Мунстербилзен от 1220 до 1249
- Йоланда, омъжена за Тиери де Хайнсберг
- Анна
- Жана.